# 高埜健
高埜 健（たかの たけし、1960年7月29日 - ）は、日本の政治学者。熊本県立大学総合管理学部教授。専門は東南アジア地域研究、国際関係論。
1984年国際商科大学（現・東京国際大学）教養学部国際学科卒業。大学在学中に国際交流事業で東南アジアを訪れたことに影響を受ける。1989年慶應義塾大学大学院法学研究科政治学専攻博士課程単位取得満期退学。慶應義塾大学総合政策学部助手、（財）日本国際交流センターなどを経て、2006年より熊本県立大学教授を務める。

## 経歴
- 1989年 - 慶應義塾大学湘南藤沢キャンパス設置準備委員会 助手
- 1990年 - 慶應義塾大学総合政策学部 助手
- 1992年 - (財)日本国際交流センターリサーチ・アソシエイト
- 1993年 - 県立熊本女子大学 専任講師(学長室付)
- 1994年 - 熊本県立大学総合管理学部助教授
- 2006年 - 熊本県立大学総合管理学部教授

## 著書
- 『東南アジア政治学-地域・国家・社会・ヒトの重層的ダイナミズム-』（成文堂, 1997年／補訂版, 1999年）
- 『世紀末からの東南アジア-錯綜する政治・経済秩序のゆくえ』(共著) 慶應義塾大学出版会 2000年
- 『転換期のASEAN-新たな課題への挑戦』(共著) 日本国際問題研究所 2001年
- 『現代アジアの統治と共生』(共著) 慶應義塾大学出版会 2002年
- 『国際機構の政治学』（高杉忠明編著） 南窓社 2003
- 『海域アジア』（関根政美、山本信人編） 慶應義塾大学出版会 2004
- 『新千年紀のパラダイム――アドミニストレーション』 九州大学出版会 2004
- 『越境』（現代アジア研究 第1巻） 慶應義塾大学出版会（アジア政経学会50周年記念出版） 2008
- 『東南アジアからの問いかけ』 慶應義塾大学出版会 2009
- 『日米同盟論』 ミネルヴァ書房 2011

## 論文
- 「東アジア地域主義とは何か――日本にとってのインプリケーション」『アドミニストレーション』（熊本県立大学総合管理学会）18巻3・4合併号 2012/3 pp.221-257.
- 「東南アジアにおける多国間主義――地域安全保障の観点から」『国際政治』（日本国際政治学会）第133号「多国間主義の検証」 2003/8 76-92.
- 「ASEANの実力――国際影響力の観点から」 海外事情（拓殖大学海外事情研究所）第49巻第3号